# مایکل فیست
مایکل فیست (انگلیسی: Michael Feast؛ زادهٔ ۲۵ نوامبر ۱۹۴۶) بازیگر اهل بریتانیا است.
از فیلم‌ها یا برنامه‌های تلویزیونی که وی در آن نقش داشته است، می‌توان به وضعیت فعلی، برادر خورشید، خواهر ماه، قرارداد نقشه‌کش، قبیله، اسلیپی هالو، مرگ طولانی، پنلوپه، جای اژدها، لمس پلیدی، سایه طناب دار، خطاهای نرم‌افزاری و بازی تاج‌وتخت (در نقش یورون گِـرِجوی) اشاره کرد.